# Atcham
Atcham – wieś w Anglii, w hrabstwie Shropshire. Leży 6 km na południowy wschód od miasta Shrewsbury i 218 km na północny zachód od Londynu. W 2001 miejscowość liczyła 249 mieszkańców.